# Raftsundet
De Raftsundet is een nauwe zeestraat bij de Lofoten, die de eilanden Hinnøya en Austvågøy van elkaar scheidt. Over de zeestraat ligt de Raftsundetbrug, die de beide eilanden met elkaar verbindt.